# Mitsubishi Space Star
Mitsubishi Space Star (укр. Міцубісі Спейс Стар) — субкомпактвен компанії Mitsubishi, що випускався з 1998 по 2005 рік на заводі NedCar в Нідерландах. Space Star створений на одній платформі з Mitsubishi Carisma і Volvo S40/V40. В 2012 році дебютувало друге покоління моделі.

## Перше покоління (1998-2005)
Прем'єра Space Star відбулася в 1998 році на Женевському автосалоні.
У 2002 році Space Star був оновлений. Автомобіль отримав нову оптику: збірки з фари і покажчика повороту були замінені на єдину блок-фару, на задніх ліхтарях з'явилися виштамповки. Змінилася форма переднього бампера, ґрати радіатора і протитуманні фари. Колір фірмового значка був змінений з червоного на сріблястий.
На Space Star встановлювали бензинові двигуни об'ємом 1.3 л (80—84 к.с.), 1.6 л (98 к.с.), 1.8 л (112 к.с.) і 1.8 л GDI (121 к.с.). Лінійка дизельних двигунів складалася з 1.9 літрового DI-D (101 к.с.) доступного з 2002 року і 1.9 л DI-D S (115 к.с.) доступного з 2003 року. Всі двигуни були рядними чотирициліндровими.
Як базова комплектація виступають: бампера у колір кузова, центральний замок, тканинна оббивка сидінь, водійське сидіння з регулюванням по висоті і регульоване рульове колесо. За додаткову оснастити автомобіль можна такими опціями: триточковими ременями безпеки, ABS, кондиціонером, легкосплавними дисками, CD-плеєром, водійських подушкою безпеки, електропривідними вікнами, дзеркалами з підігрівом, передні протитуманними фарами, шкіряною оббивкою сидінь і сталевими колесами.
У 2008 році модель Mitsubishi Space Star зайняла 10 місце в рейтингу надійності автомобілів з пробігом німецького журналу ADAC.
Всього виготовлено 275 769 автомобілів.

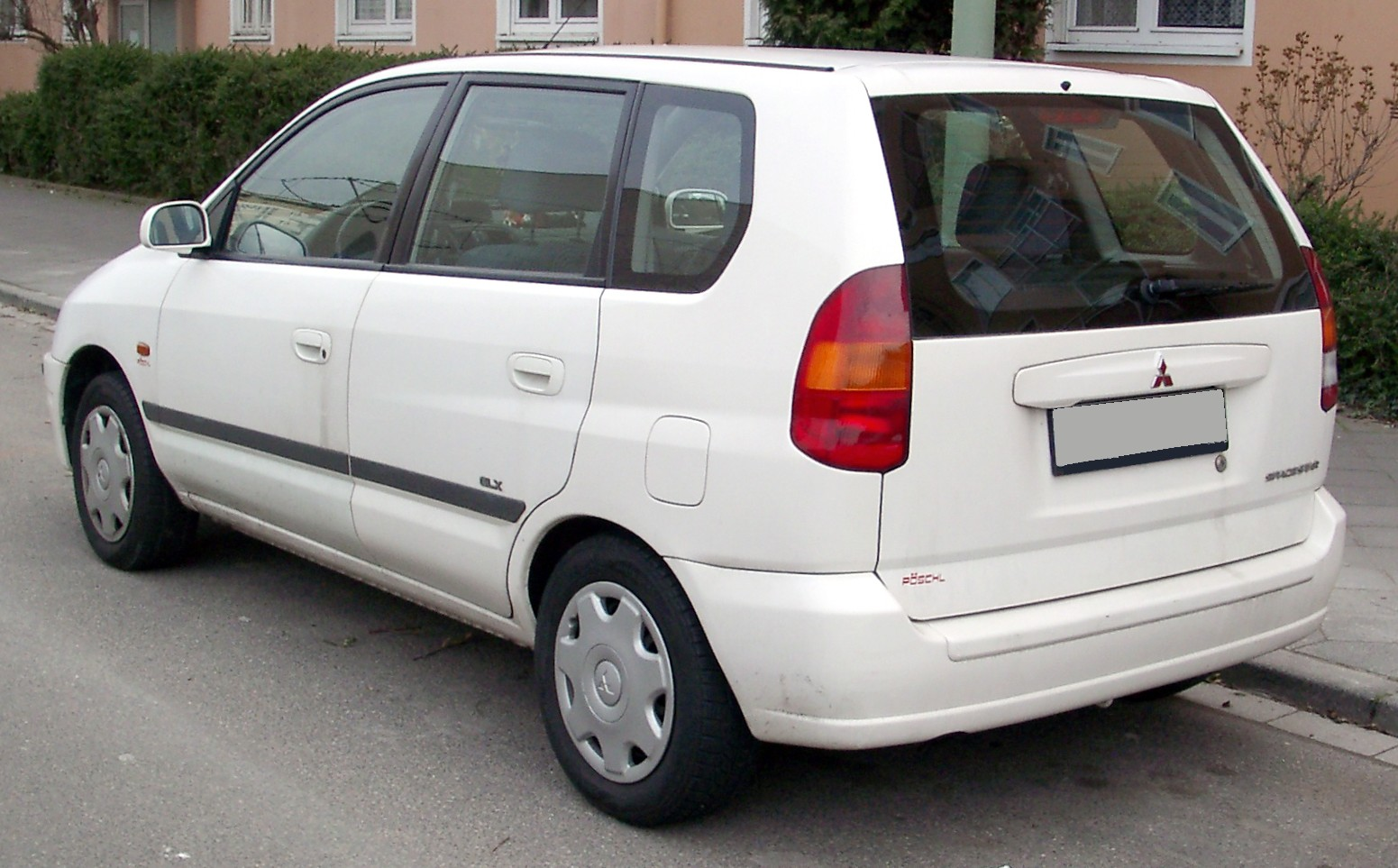
Mitsubishi Space Star (1998–2002)
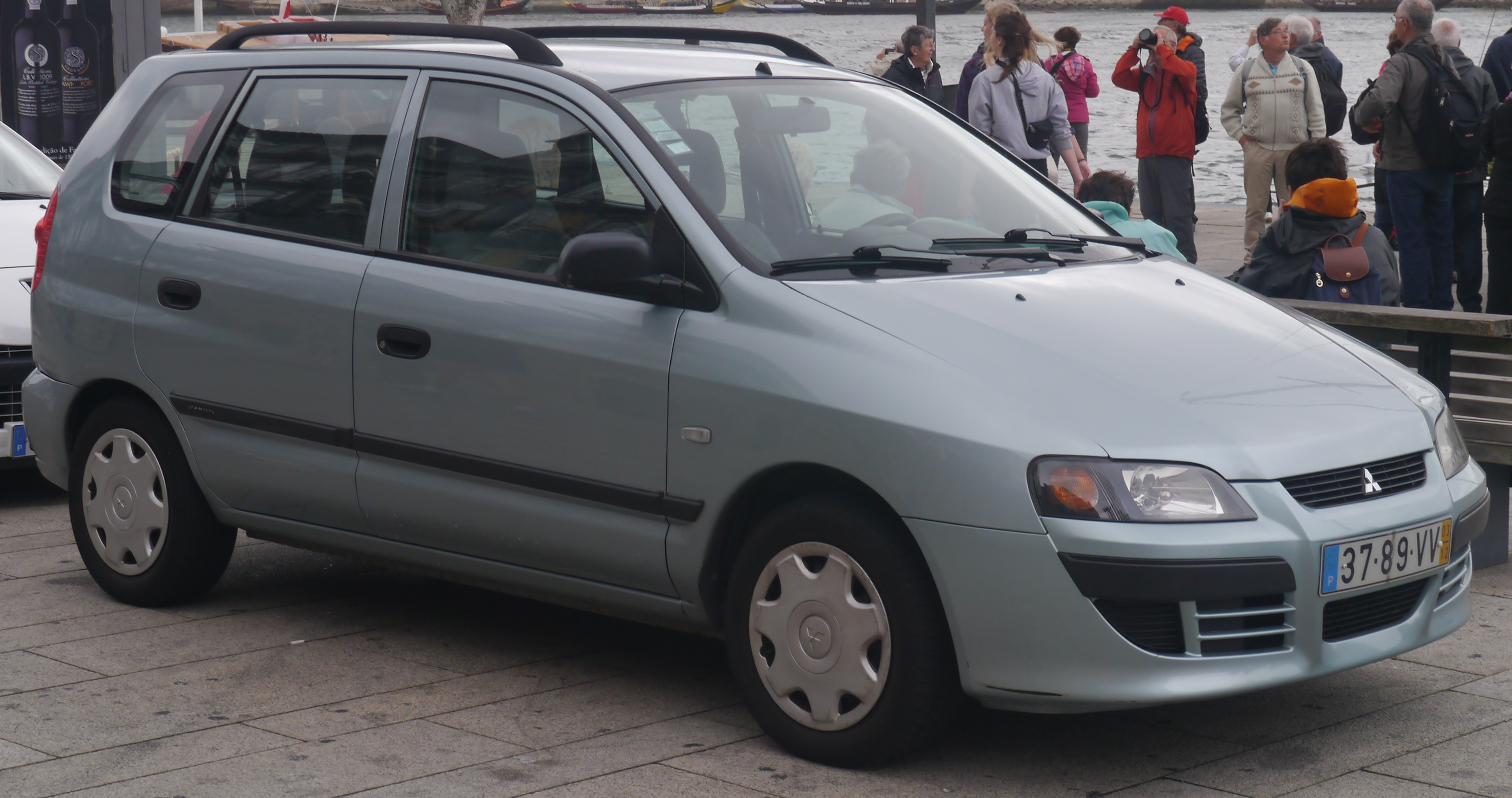
Mitsubishi Space Star (2002–2005)
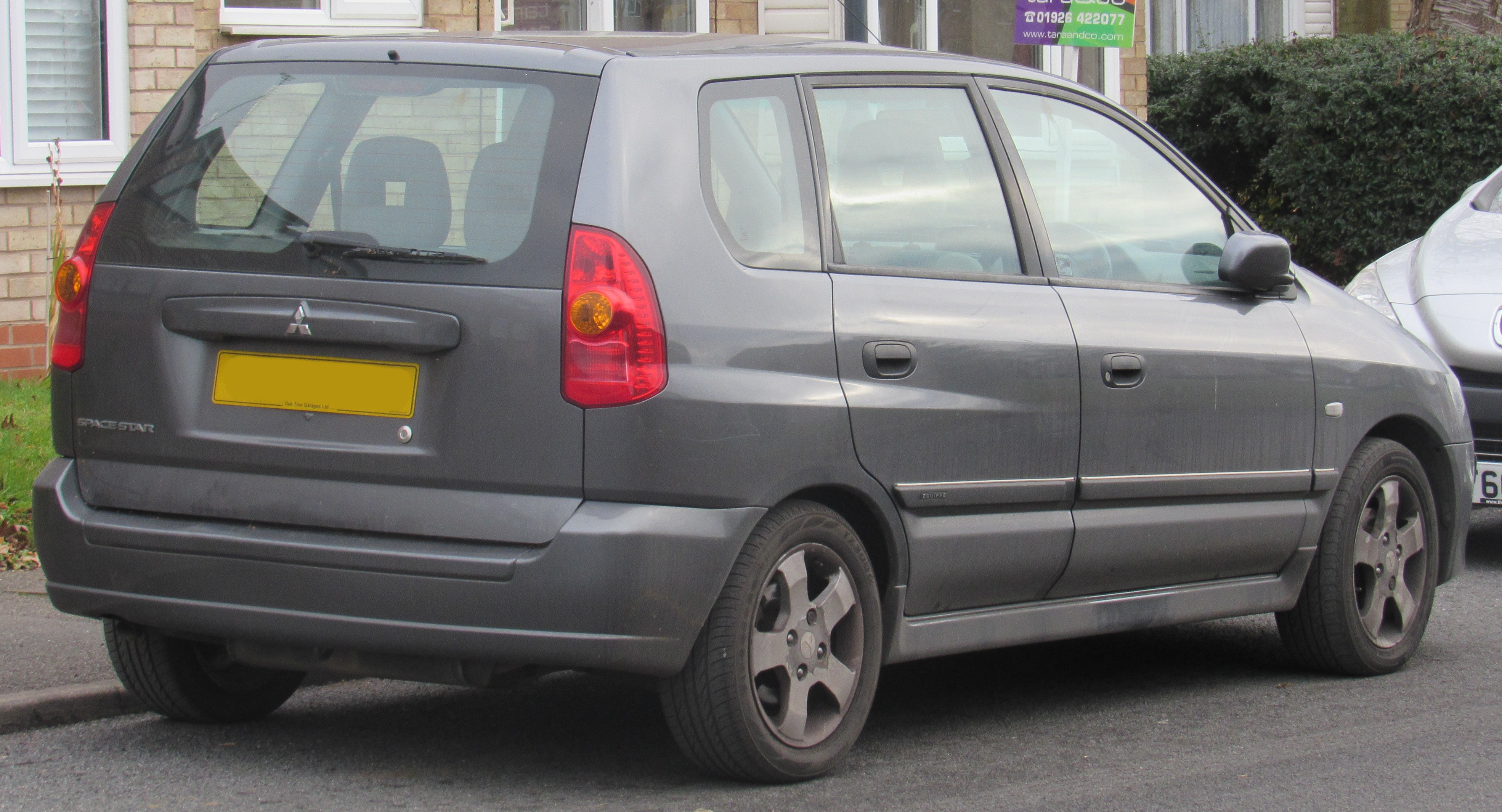
Mitsubishi Space Star (2002–2005)

### Двигуни
Бензинові
- 1.3 л 4G13 Р4 80-84 к.с.
- 1.6 л 4G92 Р4 98 к.с.
- 1.8 л 4G93 Р4 112 к.с.
- 1.8 л 4G93 GDI Р4 121 к.с.

Дизельні
- 1.9 л F9Q DI-D Р4 101 к.с.
- 1.9 л F9Q DI-D Р4 115 к.с.

## Друге покоління

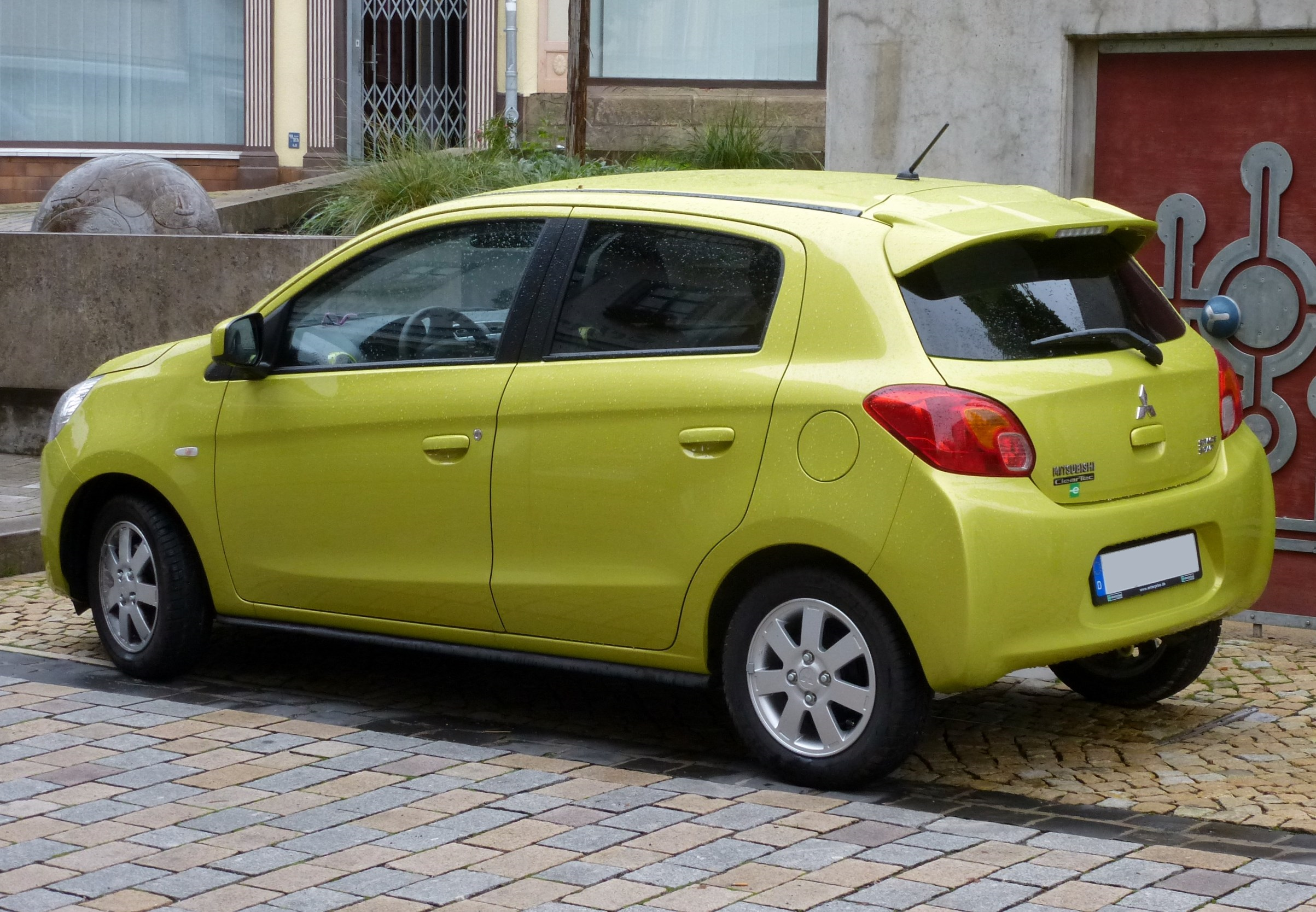
Mitsubishi Space Star ІІ (2012-2016)

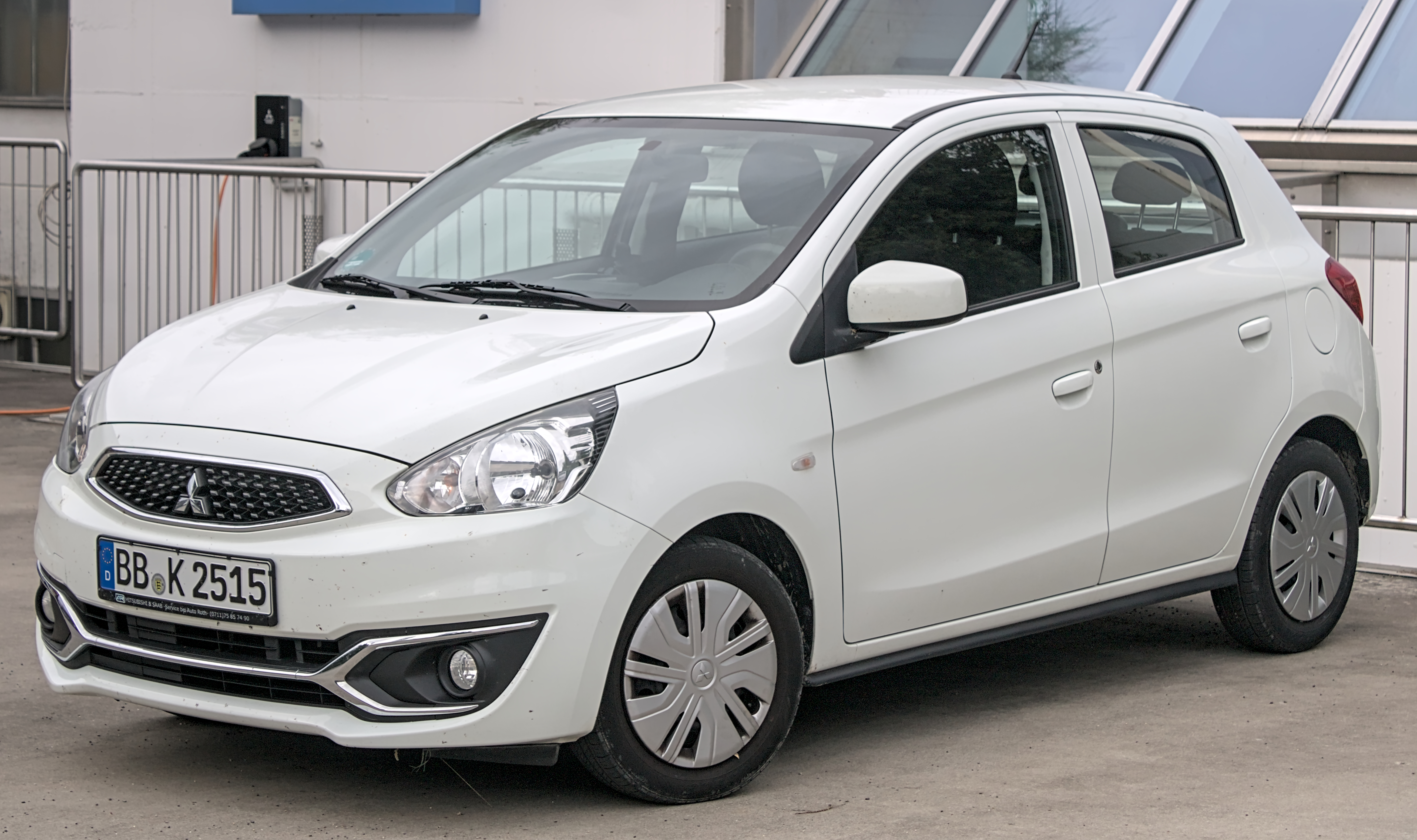
Mitsubishi Space Star ІІ (2016-2019)

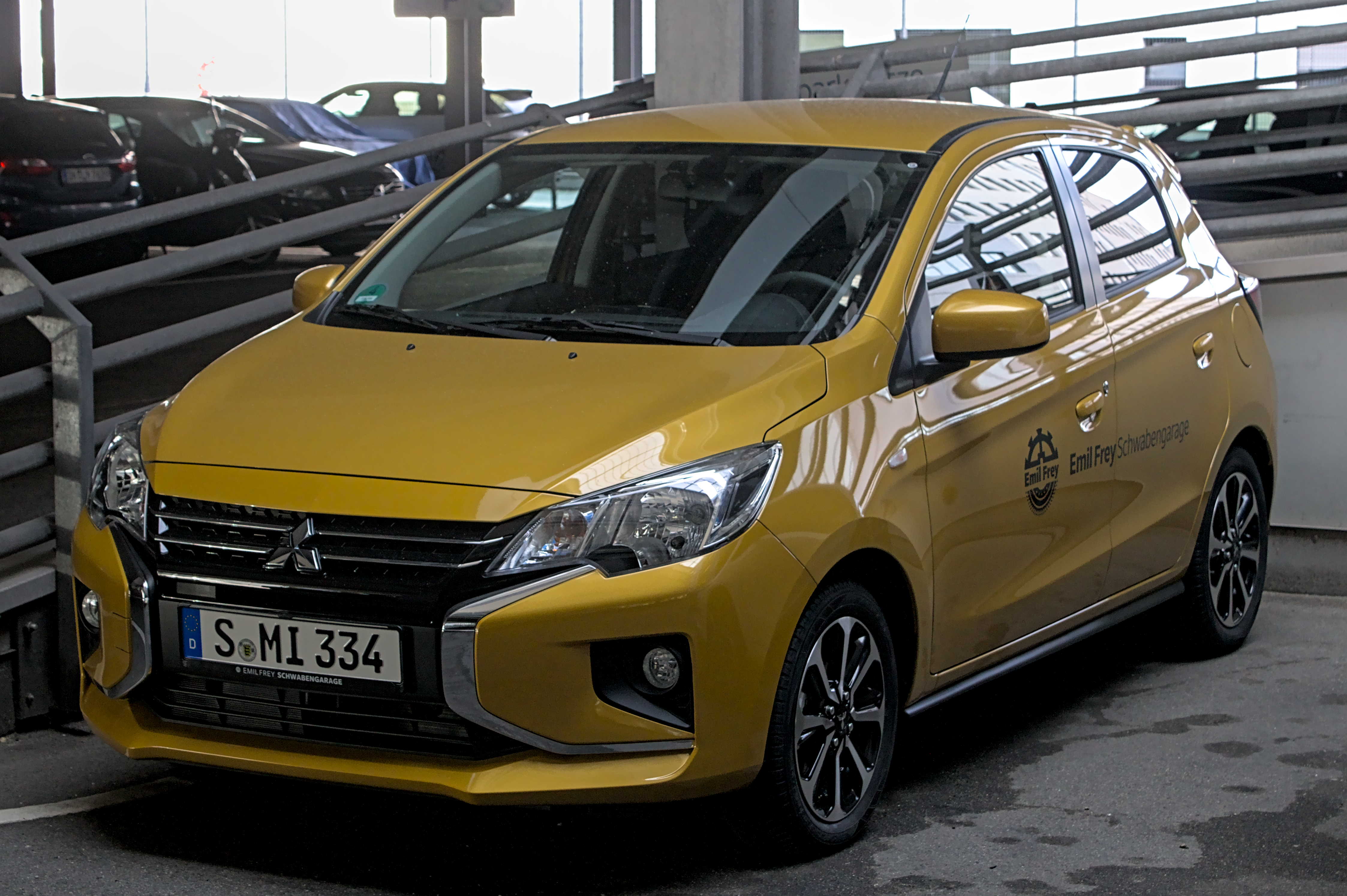
Mitsubishi Space Star II (з 2019)

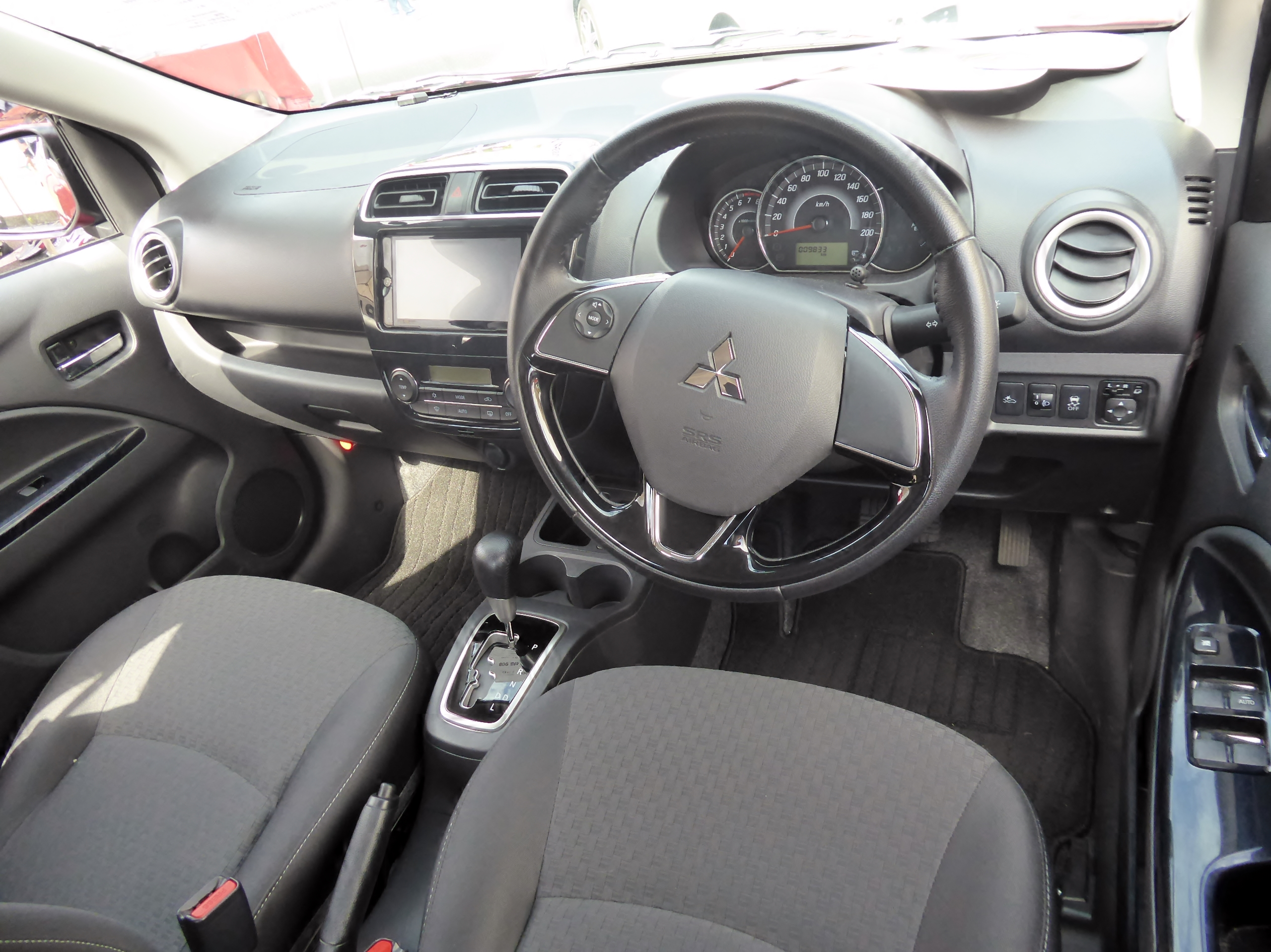
Салон Mitsubishi Space Star ІІ

У 2012 році Mitsubishi Motors вирішило відновити виробництво і продажу легендарного Mirage на міжнародному рівні і показало світу абсолютно нове, шосте покоління Mitsubishi Mirage, на європейському ринку відоме як Mitsubishi Space Star другого покоління. В 2013 році представлена версія в кузові седан під назвою Mitsubishi Mirage G4, в Західній Європі автомобіль називається Mitsubishi Attrage.
У 2016 році було продемонстровано рестайлінгову версію шостого покоління. Окрім явних змін в екстер’єрі та інтер’єрі, компактний автомобіль отримав кращий перелік оснащення.

### Двигуни
- 1.0 л 3A90 Р3 69 к.с.
- 1.2 л 3A92 Р3 78 к.с.

## Виробництво і продажі
| Рік  | Виробництво | Продажі |
| ---- | ----------- | ------- |
| 1998 | 13,645      | n/a     |
| 1999 | 58,871      | n/a     |
| 2000 | 30,116      | 38,164  |
| 2001 | 44,908      | 42,987  |
| 2002 | 46,824      | 44,957  |
| 2003 | 57,090      | 42,392  |
| 2004 | 24,315      | 30,584  |
| 2005 | -           | 10,193  |
| 2006 | -           | 612     |

(Виробництво, продажі джерела: Facts & Figures 2000, Facts & Figures 2005, Facts & Figures 2007, Mitsubishi Motors website)
| Рік                   | Mirage  | Mirage | Mirage     | Dodge Attitude Sedan |
| Рік                   | США     | Канада | Мексика HB | Мексика              |
| --------------------- | ------- | ------ | ---------- | -------------------- |
| 2013                  | 2,935   | 614    |            |                      |
| 2014                  | 16,708  | 4,048  |            |                      |
| 2015                  | 21,515  | 3,361  | 3,552      | 13,778               |
| 2016                  | 22,226  | 3,112  | 4,701      | 20,356               |
| 2017                  | 22,386  | 2,502  | 8,037      | 19,433               |
| 2018                  | 22,568  | 1,570  | 5,678      | 14,892               |
| Всього                | 108,338 | 14,734 | 21,968     | 68,459               |
| Разом (штук): 213,499 |         |        |            |                      |